# Matt Polster
Matthew „Matt“ R. Polster (* 8. Juni 1993 in Milwaukee, Wisconsin) ist ein US-amerikanischer Fußballspieler auf der Position eines Mittelfeld- und Abwehrspielers, der seit 2020 im Aufgebot des MLS-Franchises New England Revolution steht.

## Vereinskarriere

### Karrierebeginn in Las Vegas
Matt Polster wurde am 8. Juni 1993 als Sohn von Kurt und Debbie Polster in Milwaukee, der größten Stadt des US-Bundesstaates Wisconsin, geboren, wuchs aber vor allem in Las Vegas auf, wo er mit der Palo Verde High School schließlich auch die High School besuchte. Während seiner High-Schoo-Laufbahn kam er auf 24 Tore und zwölf Torvorlagen, davon allen zehn Tore und ein Assist in seinem Senior-Jahr. Zu seinen individuell erreichten Auszeichnungen in dieser Zeit gehören unter anderem Wahlen zum Inter-Regional-Winter-Super-Group-ODP-All-Star 2009, zum Region-IV-ODP-Captain oder zum Gatorade-Nevada-Boys-Soccer-Player-of-the-Year. Des Weiteren wurde er an der High School zwei Mal zum All-4A-South-Nevada-Player und ebenso oft zum All-4A-Sunset-Region-Player gewählt. 2010 gehörte er auch dem U.S.-Youth-Soccer-Region-IV-Olympic-Development-Squad an und war in diesem Jahr kurzzeitig Nachwuchsspieler der U-17-Akademiemannschaft des MLS-Franchises Colorado Rapids.

### College Soccer an der SIUE
Im Jahr 2011 wechselte er an die Southern Illinois University Edwardsville, kurz SIUE, an der als Hauptstudiengang Finanzwesen wählte und parallel dazu auch in der Herrenfußballmannschaft, den SIU Edwardsville Cougars, aktiv war. Bereits in seinem Junior-Jahr konnte er sich unter Kevin Kalish als Stammkraft im Team etablieren und brachte es dabei auf 20 Meisterschaftseinsätze, in denen er drei Tore erzielte und weitere sechs für seine Teamkollegen vorbereitete. In der Missouri Valley Conference wurde er daraufhin am Ende des Spieljahres als Freshman-of-the-Year ausgezeichnet, war teaminterner Newcomer-of-the-Year und erhielt eine ehrenvolle Erwähnung der All-MVC. Auch im Spieljahr 2012, seinem Sophomore-Jahr, trat Polster als Schlüsselspieler in der Defensive der Cougars in Erscheinung und wurde aufgrund dessen zum Saisonabschluss als Verteidiger ins NSCAA-All-Region-First-Team gewählt. Mit seinen 19 Einsätzen wurde er zudem ins All-MVC-First-Team, aber auch ins MVC-All-Tournament-Team gewählt. In der Abwehrreihe der Mannschaft war er in diesem Jahr als Innenverteidiger verankert. Aufgrund seiner Leistung erhielt er außerdem eine ehrenvolle Ehrung als All-MVC-Scholar-Athlete.
Weitere individuelle Erfolge ereilten Matt Polster in seinem Junior-Jahr 2013, als er ins NSCAA-All-Region-Third-Team gewählte und zum zweiten Mal in Folge ins All-MVC-First-Team, sowie ins MVC-All-Tournament-Team geholt wurde. In diesem Jahr kam er abermals in 19 Partien zum Einsatz, wobei er vier Assists beisteuerte. Diesmal trat er zumeist als Mittelfeldspieler in Erscheinung, kam aber auch auf Einsatzminuten auf der Position eines Abwehrspielers. Nachdem er in allen seiner 58 Einsätze in den letzten drei Jahren von Beginn an zum Einsatz kam und somit als eine der Hauptstützen agierte, war er in der Preseason-Watch-List für die alljährlich vom Missouri Athletic Club (MAC) vergebene Hermann Trophy, der höchstmöglichen individuellen Auszeichnung für eine Collegefußballspielerin bzw. einen Collegefußballspieler. In seinem abschließenden Senior-Jahr 2014 startete Polster abermals in allen seiner 21 Meisterschaftspartien und brachte es in diesem Jahr auf eine Bilanz von drei Toren und zwei Torvorlagen. Nach der abgeschlossenen Spielzeit war er in der NSCAA-All-West-Region-Auswahl, wurde als MVC-Defensive-Player-of-the-Year ausgezeichnet und wurde ins NSCAA-Scholar-All-America-First-Team, ins MVC-Scholar-Athlete-First-Team, sowie ins MVC-All-Tournament-Team gewählt. Nachdem er auch sein letztes Jahr eine wichtige Stütze in der Defensive der Mannschaft kam Matt Polster auf eine Gesamteinsatzbilanz von 79 Meisterschaftsspielen, von denen er in jedem einzelnen von Beginn an am Rasen stand, sowie auf sechs Treffer und zwölf Assists.
In der spielfreien Zeit an der Southern Illinois University Edwardsville kam der Abwehrspieler auch für US-amerikanische Amateurklubs zum Einsatz. So gehörte er im Spieljahr 2013 kurzzeitig dem USL-PDL-Franchise Victoria Highlanders an, für das er in vier Ligapartien zum Einsatz kam und dabei selbst torlos blieb. Für die Highlanders war es eine der erfolgreichsten Spielzeiten in ihrer bisherigen Vereinsgeschichte, als sie die Northwest Division als Erster abschlossen, das Conference-Halbfinale und -Finale überstanden und daraufhin erst im Halbfinale um den Gewinn der Meisterschaft mit 0:2 gegen Thunder Bay Chill unterlag. 2014 kam Polster bei Chicago Fire U-23, einem weiteren USL-PDL-Franchise, in drei Meisterschaftspartien zum Einsatz und blieb selbst abermals torlos. Die Mannschaft erreichte im Endklassement einen dritten Platz in der Great Lakes Division.

### Als siebenter Draftpick in die MLS
Am 15. Januar 2015 wurde Matt Polster als Erstrundenpick an siebenter Stelle zum MLS-Franchise Chicago Fire gedraftet, wobei er in diesem MLS SuperDraft auch der erste Verteidiger war, der gedraftet wurde. Am 4. Februar desselben Jahres unterzeichnete der 1,83 m große Abwehrspieler seinen ersten und bis Ende des Jahres 2016 laufenden Vertrag mit einem Profifußballteam. Sein Profiligadebüt für die Men in Red gab er daraufhin im Erstrundenspiel, einer 0:2-Niederlage gegen Los Angeles Galaxy, als er ab der 63. Minute für Chris Ritter auf den Rasen kam. In weiterer Folge konnte sich Matt Polster auch in der höchsten nordamerikanischen Fußballliga als Stammkraft etablieren und wurde daraufhin in beinahe jedem Meisterschaftsspiel von Beginn an eingesetzt. Bis zum Saisonende, als er mit der Mannschaft lediglich den letzten Platz in der Eastern Conference und in der zusammengefassten Gesamttabelle erreichte, hatte er es dabei auf 30 Ligaeinsätze, von denen er in 27 startete, gebracht. Selbst blieb er torlos und steuerte auch keine Torvorlage bei, wurde aber oftmals aufgrund seines präzisen Passspiels und seiner Defensivqualität gelobt. Dies war auch ausschlaggebend für drei Wahlen zum Rookie-of-the-Week im Laufe der Major League Soccer 2015. Zumeist kam er in diesem Jahr als defensiver Mittelfeldakteur zum Einsatz, war aber vereinzelt auch weiter hinten in der Abwehr anzutreffen.

### Glasgow Rangers
Matt Polster wechselte am 30. Januar 2019 zu den Glasgow Rangers. Bereits ein Jahr später verließ er Schottland bereits wieder und wechselte zu New England Revolution in die USA zurück.

## Nationalmannschaftskarriere
Am 3. September 2015 wurde er unter Andreas Herzog erstmals in einem Spiel der US-amerikanischen U-23-Nationalmannschaft eingesetzt; bei der 0:1-Niederlage gegen Englands U-21 wurde er ab der 63. Spielminute für Emerson Hyndman eingesetzt. Bei einem weiteren Einsatz fünf Tage später gegen Katar wurde er erstmals von Beginn an und auch erstmals über die volle Spieldauer eingesetzt. Danach nahm er unter Herzog an der CONCACAF Men’s Olympic Qualifying Championship 2015, dem Qualifikationsturnier zum Fußballturnier der Olympischen Sommerspiele 2016 teil. Dabei kam er in allen fünf Spielen seiner Mannschaft zum Einsatz und wurde mit dieser nach dem deutlichen Gruppensieg in der Gruppe A und einer 0:2-Niederlage gegen die honduranische U-23-Nationalauswahl nach einem 2:0-Erfolg im Spiel um Platz 3 gegen Kanada Dritter. Nachdem der Erst- und Zweitplatzierte dieses Qualifikationsturnieres, in diesem Fall Mexiko und Honduras, automatisch für das olympische Turnier gesetzt waren, müssen die USA im März 2016 an einem Entscheidungshin- und Rückspiel gegen Kolumbien, dem Zweitplatzierten der U-20-Fußball-Südamerikameisterschaft 2015, antreten. Nach dieser Qualifikationsphase im Oktober 2015 nahm Matt Polster mit der Mannschaft im November desselben Jahres auch noch an zwei weiteren freundschaftlichen Länderspielen gegen Brasilien teil, die jeweils in einer Niederlage der US-Amerikaner resultierten.